# اوگو آرانا
اوگو آرانا (اسپانیایی: Hugo Arana‎؛ ‏ ۲۳ ژوئیهٔ ۱۹۴۳ – ۱۱ اکتبر ۲۰۲۰) بازیگر اهل آرژانتین بود.
از فیلم‌ها یا برنامه‌های تلویزیونی که او در آن نقش داشته‌است، می‌توان به مجردمانده‌ها، دانش‌آموختگان، اسیر، گزارش رسمی، آتش‌بس، جزیره، نیمه تاریک قلب و به پایین نگاه نکن اشاره کرد.